# ماریا لیوپولدینه اتریش

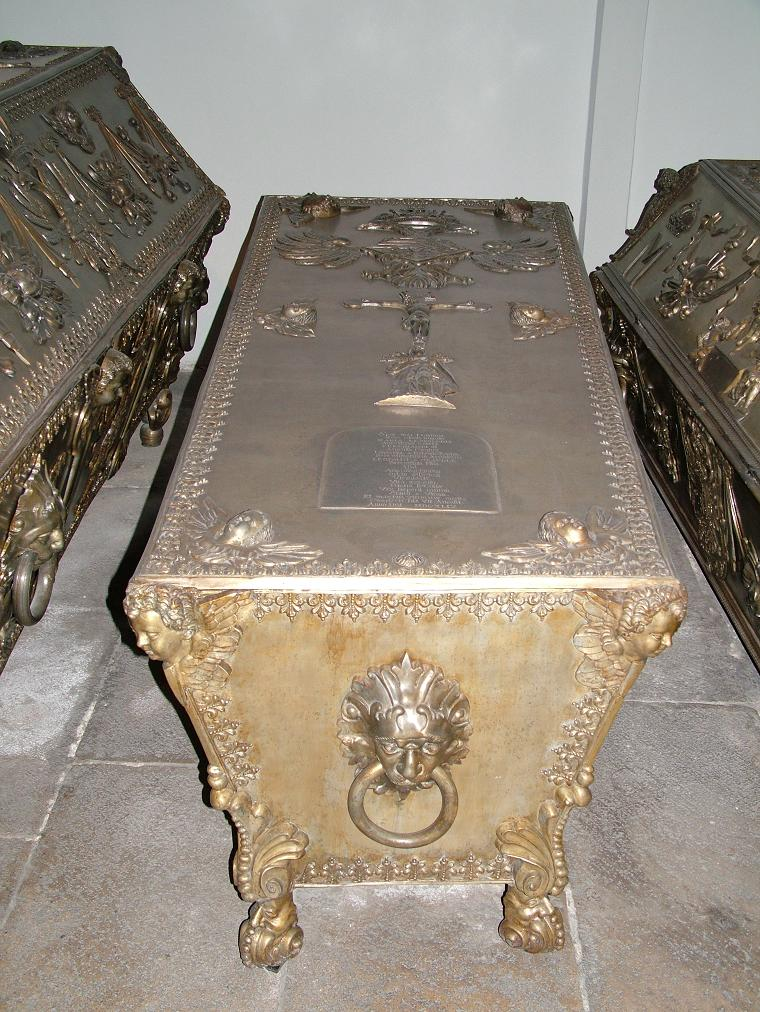
تابوت ماریا لیوپولدینه در گورابه سلطنتی، وین

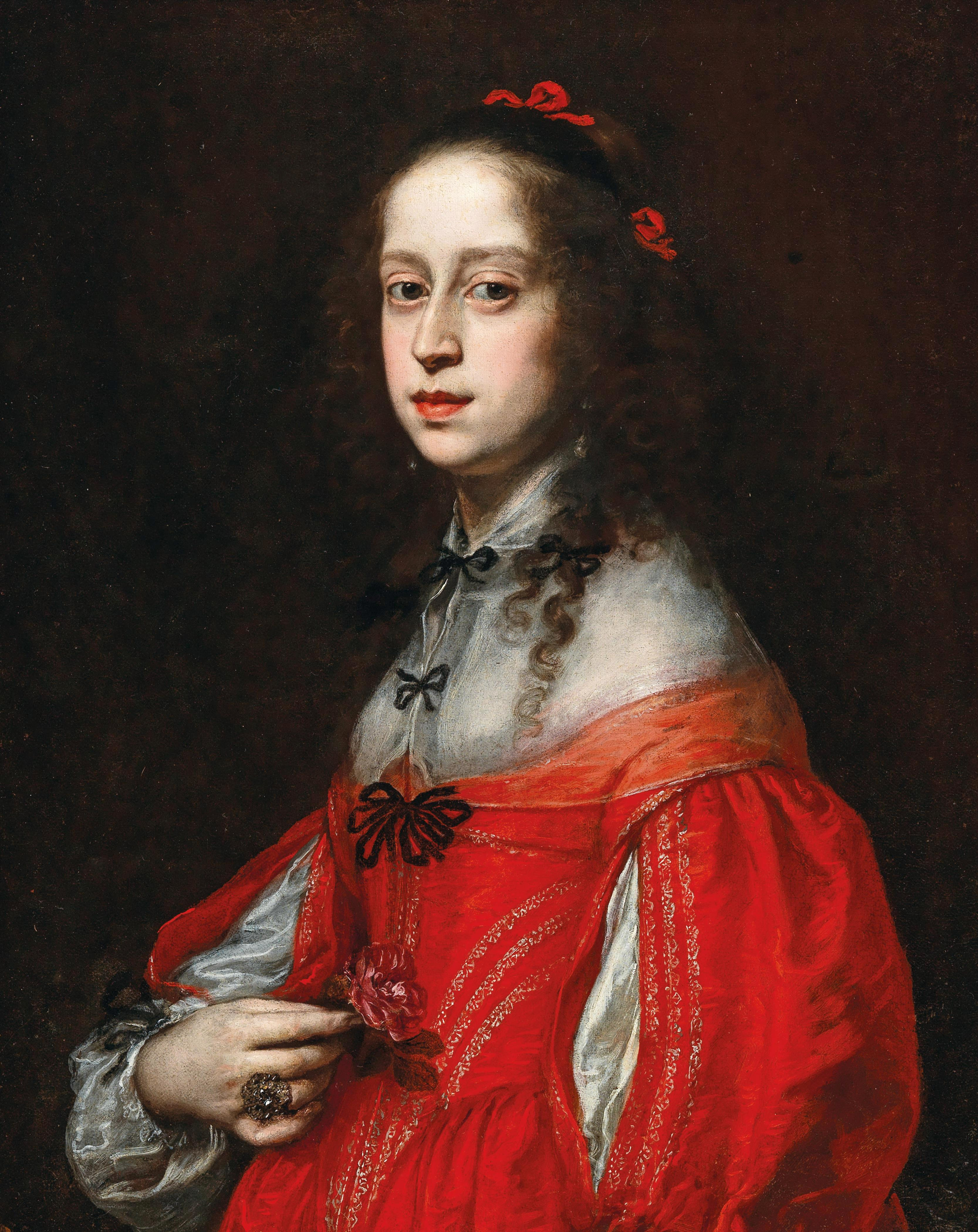
پرتره‌ای از ماریا لیوپولدینه

ماریا لیوپولدینه اتریش و تیرول (انگلیسی: Maria Leopoldine of Austria-Tyrol؛ ‏ ۶ آوریل ۱۶۳۲ – ۷ اوت ۱۶۴۹) ملکه حاکم اهل اتریش بود. وی آرشیدوشس اتریش و عضو شاخه تیرول از دودمان هابسبورگ و از طریق ازدواجش، دومین همسر پسر عموی خود فردیناند سوم، امپراتور مقدس روم بود. به این ترتیب، او ملکه امپراتوری مقدس روم، ملکه آلمان و همسر ملکه مجارستان و بوهم بود. او در سن ۱۷ سالگی در هنگام زایمان درگذشت.

## سال‌های اولیه زندگی
ماریا لیوپولدینه در ۶ آوریل ۱۶۳۲ در اینسبروک واقع در کنت‌نشین تیرول به دنیا آمد. او سومین دختر (اما دومین بازمانده) و پنجمین و کوچک‌ترین فرزند لئوپولد پنجم، آرشیدوک اتریش، و کلودیا دمدیچی بود. پدرش در ۱۳ سپتامبر ۱۶۳۲ هنگامی که او پنج‌ماهه بود. درگذشت از طرف پدرش، پدربزرگ و مادربزرگش کارل دوم، آرشیدوک اتریش و همسر و خواهرزاده‌اش پرنسس ماریا آنا فن بایرن بودند. از طرف مادرش، پدربزرگ و مادربزرگش فردیناندو دو مدیچی، دوک بزرگ توسکانی و همسرش پرنسس کریستینا از لورن بودند. او علاوه بر خواهر و برادرهای تنی خود، یک خواهر ناتنی بزرگتر به نام ویتوریا دلا روور داشت که از اولین ازدواج مادرش با فدریکو اوبالدو دلا روور، دوک اوربینو به دنیا آمده بود.
برادر بزرگ ماریا لئوپولدین، فردیناند کارل، اتریش علیا یا اتریش دوردست را به ارث برد، اما دوشس کلودیا به دلیل صغر سن پسرش، نایب‌السلطنه شد. در نامه ای به مادرش، الیزابت انگلستان در ۸ سپتامبر ۱۶۴۱، کارل لودویگ یکم اهل پالاتینات (بعداً ملک‌زاده پالاتین) قصد عمویش، شاه چارلز اول انگلستان و پسر عموی اول ماریا لیوپولدینه فردیناند سوم، امپراتور مقدس روم را برای ترتیب دادن ازدواج بین خود و دختری ۹ ساله شرح داد. ازدواج بین آنها برای پایان دادن به «همه کینه‌های قدیمی بین خانواده‌های ما» بوده است. با این حال، این ازدواج هرگز شکل نگرفت.

## ازدواج و مرگ
در ۲ ژوئیه ۱۶۴۸، ماریا لیوپولدینه در شهر لینتس با فردیناند سوم، امپراتور مقدس روم که بیوه بود، ازدواج کرد و بدین ترتیب عنوان ملکه امپراتوری مقدس روم، ملکه آلمان، ملکه مجارستان و ملکه بوهم را به دست آورد. مراسم ازدواج بسیار باشکوه برگزار شد.
آهنگساز آندریاس راوخ این ازدواج را به‌عنوان «پیش‌بینی زیباترین پایان جنگ سی‌ساله با کمک و مشیت الهی» جشن گرفت. همچنین، اپرایی با عنوان «پیروزی‌های عشق» که توسط جووانی فلیچه سانچز ساخته شده بود، قرار بود به مناسبت این ازدواج اجرا شود. اما اجرای نخست آن در پراگ در آخرین لحظه لغو شد، زیرا ووادیسواف چهارم واسا پادشاه لهستان (شوهر خواهر فردیناند سوم) تنها دو ماه پس از مراسم عروسی درگذشت. اجرای برنامه‌ریزی‌شده در پرس‌بورگ نیز هرگز انجام نشد.
ملکه جدید از نظر خویشاوندی به همسرش بسیار نزدیک بود، درست مانند دخترعمویش و ملکه قبلی ماریا آنای اسپانیا، امپراتریس مقدس روم که همسر اول فردیناند سوم بود. این ازدواج‌های درون‌خانوادگی، یکی از استراتژی‌های متداول دودمان هابسبورگ برای تقویت جایگاه خود بود، اما در نهایت منجر به مشکلات ناشی از درونزایی و ازدواج‌های خویشاوندی شد.
پس از ازدواج، ماریا لیوپولدینه باردار شد و در سال ۱۶۴۹، نقاش و شاعر ایتالیایی لورنتسو لیپی تصویری از او در این دوران به تصویر کشید. تنها فرزند او و فردیناند، آرشیدوک کارل یوزف اتریش، در ۷ اوت ۱۶۴۹ به دنیا آمد. اما زایمان بسیار دشوار بود و در نهایت، شهبانوی ۱۷ ساله جان خود را از دست داد. همسرش دو سال بعد دوباره ازدواج کرد، و پسرشان در ۱۴ سالگی بدون فرزند درگذشت. ماریا لیوپولدینه در مقبره شماره ۲۱ در گورابه سلطنتی وین به خاک سپرده شد.
پس از درگذشت او، وُلف هِلمهارت، بارون فون هوهبرگ که در آغاز دوران نویسندگی خود بود، شعری به نام «مرثیه‌ای از اشک‌ها» (Klag-Gedicht) در گرامیداشت او سرود و آن را به امپراتور فردیناند سوم تقدیم کرد.

## بیشتر بخوانید
- Sir Frederick Dixon Hartland: A chronological dictionary or index to the genealogical chart, London: Charles and Edwin Layton 1854, 123 p. [retrieved 3 November 2016].
- C. von Wurzbach: Maria Leopoldina von Österreich, Biographisches Lexikon des Kaiserthums Oesterreich, Vienna Kaiserlich-königliche Hof- und Staatsdruckerei 1861, 458 p.
- Bettina Braun, Katrin Keller, Matthias Schnettger: Nur die Frau des Kaisers?: Kaiserinnen in der Frühen Neuzeit, Böhlau ed., Vienna 2016 شابک ‎۹۷۸−۳−۲۰−۵۲۰۰۸۵−۷.
- Gigi Beutler: Die Kaisergruft, Wien 1993
- Richard Reifenscheid: Die Habsburger. Von Rudolf I. bis Karl I.; Verlag Styria Graz/Wien/Köln 1982, شابک ‎۳−۸۵۰۰۱−۴۸۴−۳